# 杜甡
杜甡，山西省沁州直隸州人，清朝政治人物、同進士出身。
光緒十二年（1886年），参加光緒丙戌科殿試，登進士三甲123名。同年五月，著交吏部掣签，分发各省以知县即用。